# White Ravens

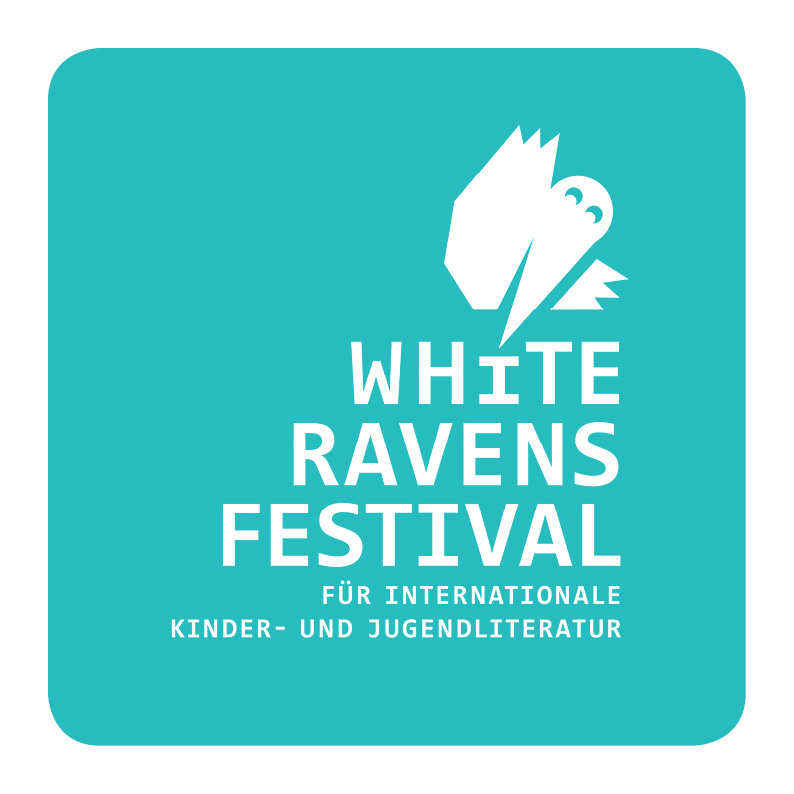

The White Ravens és una prestigiosa selecció anual d'obres de literatura infantil i juvenil publicades arreu del món, realitzada per la Internationale Jugendbibliothek de Múnic des de l'any 1986. Els llibres recomanats es recullen en una publicació anual i en un catàleg. Es presenta a l'octubre a la Fira del Llibre de Frankfurt, i els llibres s'exposen l'any següent en un estand de la Fira del Llibre Infantil de Bolonya.

## Selecció
La Internationale Jugendbibliothek és la biblioteca especialitzada en llibre infantil i juvenil més gran del món. Cada any incorpora al seu fons milers de propostes d'editorials, organitzacions i col·laboradors, provinents d'uns 50 països i en unes 40 llengües. Els especialistes en les diferents llengües en seleccionen 200, destacant els llibres "d'interès internacional que mereixen una acollida més àmplia per la seva temàtica universal i/o pel seu estil i disseny artístic i literari excepcionals i sovint innovadors".

## Catàleg
Els llibres seleccionats es poden consultar a la White Ravens Database. El catàleg inclou una descripció i una ressenya de cadascun dels títols recomanats, en anglès i alemany. Disposa d'un cercador en línia a partir de 2011.

## Festival White Ravens
Des de l'any 2010, la Internationale Jugendbibliothek organitza unes jornades biennals d'una setmana sobre literatura infantil i juvenil, amb lectures i activitats protagonitzades per autors i il·lustradors convidats de països d'arreu del món. Es celebra al castell de Blutenburg, i en escoles, biblioteques i espais culturals de tot l'estat de Baviera.

## Obres en català seleccionades
- 2005: Montse Gisbert. Salvador Dalí, pinta’m un somni. Serres, 2003. ISBN 84-8488-128-8
- 2005: Pau Joan Hernàndez. El mussol i la forca. Edebé, 2004. ISBN 84-236-6955-6
- 2005: Diego Mallo. Una nit de Reis boja. La Galera, 2004. ISBN 84-246-9580-1
- 2006: Maite Carranza. El clan de la lloba. Edebé, 2005. ISBN 84-236-7490-8
- 2006: Gemma Lienas (text), Rebeca Luciani (illus.) Busco una mare! La Galera, 2005. ISBN 84-246-3433-0
- 2006: Anna Tortajada (text), Rebeca Luciani (illus.) A la muntanya de les ametistes. Barcanova, 2004. ISBN 84-489-1467-8
- 2007: Eulàlia Canal (text), Sara Ruano (illus.) Un petó de mandarina. Barcanova, 2006. ISBN 84-489-1960-2
- 2007: Lluís Farré (text), Gusti (illus.) El nen gris. La Galera, 2006. ISBN 978-84-672-2204-3
- 2007: Jordi Sierra i Fabra (text). Trucant a les portes del cel. Edebé, 2006. ISBN 84-236-8149-1
- 2008: Josep M. Jové (text), Tha (i.e. August Tharrats) (illus.) L’home del sac. La Galera, 2006. ISBN 84-246-2146-8
- 2008: Vicent Enric Belda (text), Ferran Boscà (illus.) La llegenda de l’amulet de jade. Bromera, 2006. ISBN 978-84-9824-203-4
- 2008: Joan Armangué (text), Mercè López (illus.) L’home Supercucamolla Man. Cruïlla, 2007. ISBN 978-84-661-1439-4
- 2009: Jaume Cela (text), Javier Andrada (illus.) El temps que ens toca viure. Cruïlla, 2007. ISBN 978-84-661-1768-5
- 2009: Aitana Carrasco Inglés. Gran recull de mentides il·lustrades. Tàndem, 2007. ISBN 978-84-8131-749-7
- 2009: Lluís Hernàndez Sonali. Certificat C99+. La Galera, 2008. ISBN 978-84-246-2946-5
- 2010: Lena Paüls (text), Àgata Gil Capeta (illus.) La draga sense escates. Publicacions de l’Abadia de Montserrat, 2008. ISBN 978-84-9883-066-8
- 2010: Pau Joan Hernàndez (text), Montserrat Batet (illus.) L’illa de la Pedra inquieta. Ed. Cruïlla, 2009. ISBN 978-84-661-2153-8
- 2011: Gabriel Janer Manila. He jugat amb els llops. La Galera, 2010. ISBN 978-84-246-3646-3
- 2012: Carles Sala i Vila. Cornèlius i el rebost d'impossibles. La Galera, 2011. ISBN 978-84-246-3676-0
- 2012: Raquel Ricart i Leal. El quadern d'Àngela. Tàndem, 2011. ISBN 978-84-8131-902-6
- 2015: Nono granero. La vaca Victòria: variacions sobre un breu conte popular. Milrazones, 2014. ISBN 978-84-941831-7-1
- 2016: Dolors Garcia i Cornellà. Diumenge al matí, al peu del salze. Barcanova, 2015. ISBN 978-84-489-3603-7
- 2016: Lluís Prats, Zuzanna Celej. Hachiko: el gos que esperava. La Galera, 2015. ISBN 978-84-246-5539-6
- 2018: Roser Rimbau, Rocío Araya. La carta. Takatuka, 2018. ISBN 978-84-17383-07-7
- 2019: Carles Sala i Vila, Estela de Arenzana. El tren de les parades sense nom. La Galera, 2018. ISBN 978-84-246-6243-1
- 2021: Quim Crusellas, Valentí Gubianas. Els gegants. Publicacions de l'Abadia de Montserrat, 2020. ISBN 978-84-9191-105-0
- 2021: Ivan Vera. Àunia: l'anhel de llibertat d'una noia ibèrica. Akiara Books, 2021. ISBN 978-84-17440-86-2
- 2022: Pol Castellanos. L'assassina de Venècia. Estrella polar, 2021. ISBN 978-84-1389-029-6
- 2022: Tina Vallès, Mercè Galí. Mira. Animallibres, 2021. ISBN 978-84-18592-23-2
- 2022: Gonçal López-Pampló, Fran Parreño. On va aquesta gent?. Bromera, 2021. ISBN 978-84-1358-048-7
- 2022: Pep Molist, Alícia Varela. Rastellera de colors. Babulinka Books, 2021. ISBN 978-84-1208085-8
- 2023: Ramon Besora, Zuzanna Celej. Els iris. Joventut, 2022. ISBN 978-84-261-4782-0
- 2023: Nereida Carrillo, Alberto Montt. Fake over. Flamboyant, 2022. ISBN 978-84-18304-38-5
- 2023: Cristina Cubells, Joana Casals. Ppprrrrriiit: un llibre per crear i experimentar amb els sons. Zahorí Books, 2022. ISBN 978-84-18830-12-9
- 2024: Rima Batruni, Alba Domingo. Rima. Piscina, una petit oceà, 2023. ISBN 978-84-121292-9-8
- 2024: Víctor Bellmont. I tú, com ho veus? Zahorí Books, 2023. ISBN 978-84-19532-99-2
- 2024: Ramon Llull, Pep Brocal. Llibre de les bèsties. Bang Edicions, 2023. ISBN 978-84-1371-419-6
- 2024: Núria Figueras, Anna Font. La visita. Kalandraka, 2023. ISBN 978-84-18558-80-1